# 心智社会
《心智社会》（英語：Society of Mind）是马文·闵斯基于1986年出版的哲学人文著作，在书中闵斯基一步一步地构建了一个人类智力的模型，该模型是由称为“智能体”（agent）的简单部分的交互作用建立起来的，而这些“智能体”本身是无意识的。